# Who Killed Gail Preston?
Who Killed Gail Preston? är en amerikansk kriminalfilm från 1938 i regi av Leon Barsha. I huvudrollerna ses Don Terry, Rita Hayworth och Robert Paige.

## Handling
Ingen på Swing Swing Club är särskilt förtjust i sångerskan Gail Preston och de blir därför är inte särskilt upprörda när hon mördas där. Det blir kommissarie Tom Kelloggs uppgift att ta reda på vad som hände och vem som utförde mordet.
Misstankarna faller först på en man vid namn Owen, men när även han hittas död blir bandledaren Swing Traynor huvudmisstänkt. Då man upptäcker att Preston dödades genom att en pistol riggades i en strålkastare, samlar Kellogg alla de misstänkta i ett rum och riktar strålkastarljuset på var och en av dem.

## Rollista i urval
- Don Terry - kommissarie Kellogg
- Rita Hayworth - Gail Preston
- Robert Paige - Swing Traynor
- Wyn Cahoon - Ann Bishop
- Gene Morgan - Cliff Connolly
- Marc Lawrence - Frank Daniels
- Arthur Loft - Jules Stevens
- John Gallaudet - Charles Waverly
- John Graham Spacey - 'Patsy' Fallon
- Eddie Fetherston - Mike
- James Millican - Hank
- Mildred Gover - hembiträdet
- Dwight Frye - Mr. Owen
- John Dilson - Mr. Curran
- William Irving - Arnold